# Belfield Estate

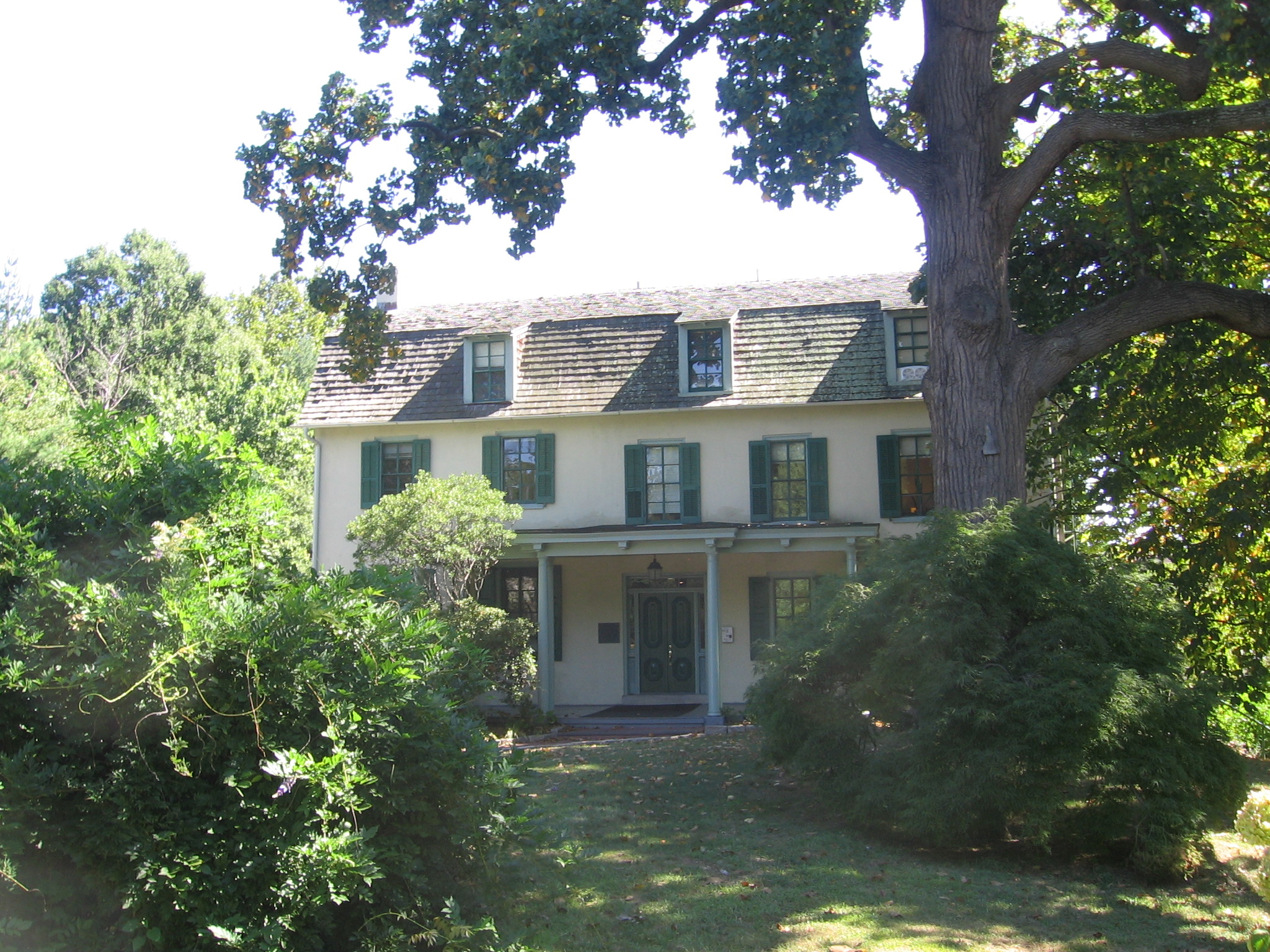
Historisches Peale Haus

Belfield, auch als Charles Willson Peale House bekannt, ist ein historisches Bauwerk in Philadelphia, in dem von 1810 bis 1820 der Porträtmaler und Museumsgründer Charles Willson Peale lebte. Belfield ist ein National Historic Landmark und im National Register of Historic Places verzeichnet. Der Großteil des Anwesens gehört heute zur La Salle University.

## Geschichte
Belfield wurde 1755 errichtet. 1810 übergab Charles Willson Peale die Leitung des von ihm in Philadelphia gegründeten naturhistorischen Museums an seinen Sohn und erwarb in Germantown das Landgut Nieve’s Place für 9500 US-Dollar. Im Gedenken an seinen Lehrmeister John Hesselius, dessen Anwesen den Namen Bellefield getragen hatte, nannte er es Peale Belfield, wie es bis heute heißt. Zu dem Anwesen gehörte ein Grundstück von 104 Acres Größe, welches er mit seiner Frau und fünf ihrer Kinder als Farm bewirtschaftete, ohne diesbezüglich Vorerfahrungen zu besitzen. Dabei stattete Peale den Betrieb mit moderner Technologie aus und erbaute eine Baumwollspinnerei. Daneben verbrachte er seine freie Zeit damit, Belfield in Landschaftsbildern festzuhalten. Bei der Gestaltung des Gartens orientierte sich Peale an der Ästhetik des Malers William Hogarth, die dieser in dem Werk The Analysis of Beauty festgehalten hatte. Er lebte hier bis zum Tode seiner Frau im Jahre 1820. Danach zog er in das damalige Stadtgebiet Philadelphias zurück.
Im Januar 1826 veräußerte Peale Belfield an seinen Nachbarn William Logan Fisher und dessen zweiter Ehefrau Sarah Lindley Fisher. Als deren Tochter Sarah am 18. Mai 1826 William Wister heiratete, bekam sie Belfield Estate als Mitgilft zugesprochen. Das Anwesen blieb danach im Besitz dieser Familie und wurde 1984 von Daniel Blain Jr. an die La Salle University verkauft.
Belfield gilt seit dem 21. Dezember 1965 als ein National Historic Landmark. Am 15. Oktober 1966 wurde es im National Register of Historic Places verzeichnet.

## Architektur und Bebauung
Das Haus Belfield erfuhr im Verlauf der Jahrhunderte mehrere Veränderungen. Laut Angaben von Peale hatte es um 1810 ein Mansarddach mit befensterten Dachgauben, zahlreiche Räume und eine Höhe von zweieinhalb Stockwerken. Sein Atelier legte er in das nördliche Wohnzimmer. Der Haupteingang befand sich an der Ostseite in Blickrichtung der Straße und wurde später nach Westen in den Garten verlagert. Die damals noch freistehende Küche im Osten wurde später über einen zweistöckigen Flügel mit dem Hauptgebäude verbunden. Das von Peale stammende Gewächshaus wurde 1890 teilweise in ein neues Treibhaus integriert. Im 19. Jahrhundert ergänzte ein Besitzer am Hauptgebäude eine weitere Etage.